# Gaius Nymphidius Sabinus
Gaius Nymphidius Sabinus († 68) war ein römischer Prätorianerpräfekt des 1. Jahrhunderts n. Chr.

## Leben
Nymphidius Sabinus war Sohn der Freigelassenen Nymphidia. Während er sich selbst später als unehelichen Sohn des Kaisers Caligula ausgab, berichtet Plutarch von dem Gerücht, er sei der Sohn eines Gladiators namens Martianus. Unter Kaiser Claudius war er Präfekt einer Hilfstruppeneinheit. Er wurde im Jahr 65 Prätorianerpräfekt. Nach der Aufdeckung der Verschwörung des Gaius Calpurnius Piso (Pisonische Verschwörung) gab Kaiser Nero ihm die konsularischen Insignien. Während Neros Aufenthalt in Griechenland (67/68) leitete er gemeinsam mit Tigellinus, der seit 62 Prätorianerpräfekt war, die Regierung.
Als sich Neros Untergang abzeichnete, verriet Nymphidius Sabinus sowohl den Kaiser als auch Tigellinus. Er versuchte, sich mit Galba zu verbünden, indem er ihm die Unterstützung der Prätorianer sicherte. Er versprach den Soldaten nämlich im Namen Galbas ein hohes Donativum. Als Galba nicht reagierte, wollte sich Nymphidius Sabinus angeblich selbst zum Kaiser ausrufen. Zu diesem Zweck ließ er sich vom designierten Konsul Cingonius Varro eine Rede ausarbeiten. Auf Betreiben des Militärtribuns Antonius Honoratus wurde er deswegen umgebracht.